# Gare de Nagai
La gare de Nagai (長居駅, Nagai-eki) est une gare ferroviaire dans l'arrondissement Sumiyoshi-ku de la ville d'Osaka au Japon. La gare est gérée par la compagnie JR West et par le métro d'Osaka.

## Situation ferroviaire
La gare de Nagai est située au point kilométrique (PK) 4,7 de la ligne Hanwa et au PK 18,3 ligne Midōsuji.

## Histoire
La gare est inaugurée le 18 juillet 1929 sous le nom Rinnanji-mae. Elle prend son nom actuel en 1944. Le métro y arrive le 1er juillet 1960.

## Service des voyageurs

### Accès et accueil
La gare dispose d'un bâtiment voyageurs, avec guichet, ouvert tous les jours.

### Desserte

#### JR West
- Ligne Hanwa :
  - voie 1 : direction Hineno et Wakayama
  - voie 2 : direction Tennoji

#### Métro d'Osaka
- ligne Midōsuji :
  - voie 1 : direction Nakamozu

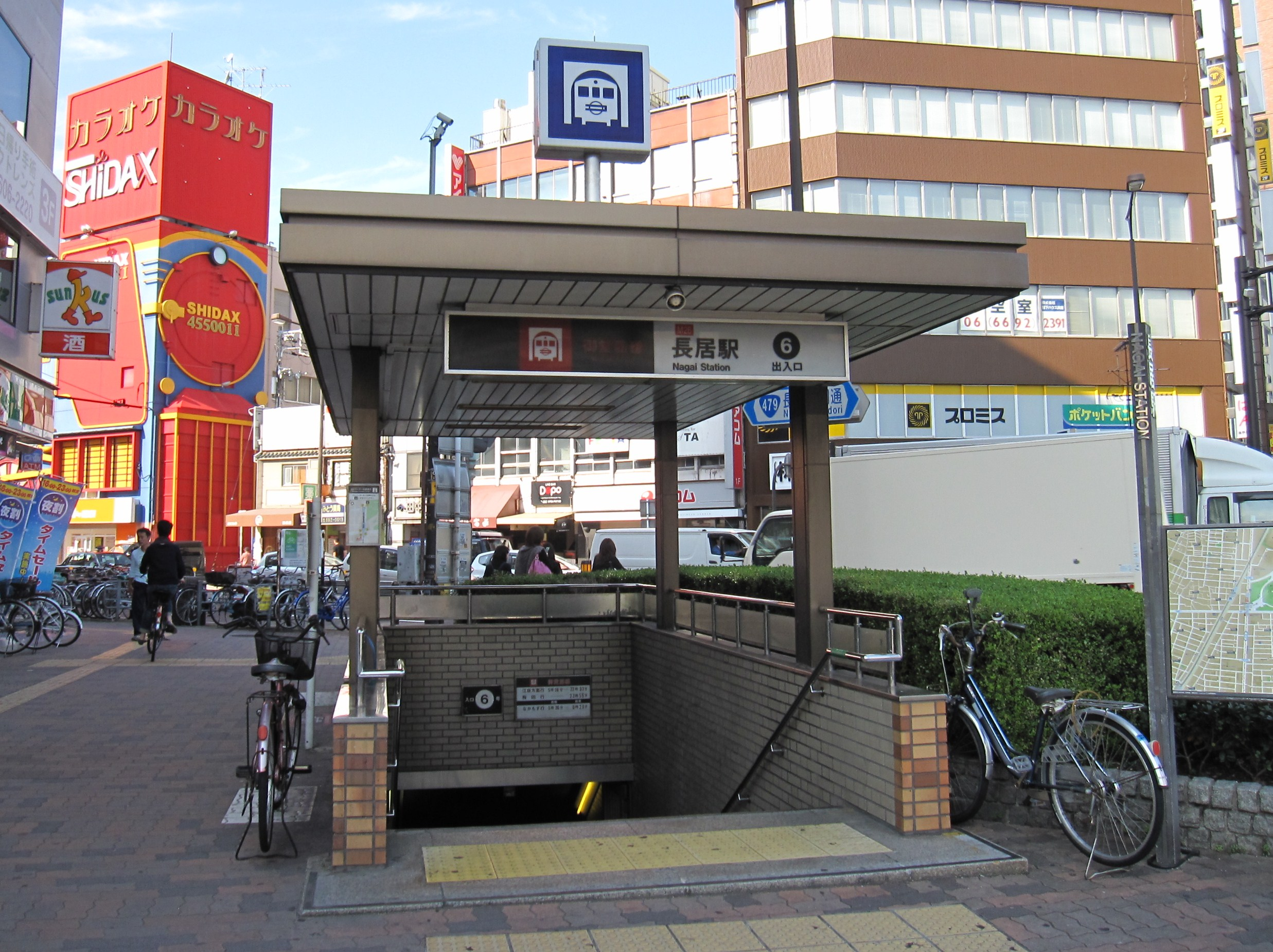
Entrée de la station de métro

  - voie 2 : direction Esaka (interconnexion avec la ligne Kitakyu Namboku pour Minoh-kayano)

## Environs
- Stade Nagai
- Nagai Ball Gall Field